# Hygienická stanice hlavního města Prahy
Hygienická stanice hl. m. Prahy (KHS Praha nebo Hygiena Praha, oficiálně: ČR – Hygienická stanice hlavního města Prahy) je jednou ze 14 poboček Krajských hygienických stanic v ČR. Zřizovatelem je Ministerstvo zdravotnictví ČR.
Úřad sídlí na adrese Rytířská 404/12, 110 01 Praha 1, v budově Staré rychty, původně sídlo rychtáře historického Havelského města. Provozuje také pět územních pracovišť. Ředitelkou byla do 31. prosince 2021 MUDr. Zdeňka Jágrová, která ve funkci skončila z důvodu odchodu do důchodu. Předchůdcem Z. Jágrové byl do roku 2018 Jan Jarolímek, který ve funkci skončil po obvinění z vydírání podřízených. Novou ředitelkou se 1. ledna 2022 stala MUDr. Zdeňka Shumová. Ta koncem října 2024 rezignovala.
V létě 2021 prošetřovala okolnosti letu českých olympioniků do Tokia, jehož 6 účastníků bylo nakaženo nemocí covid-19. Ve své zprávě z 2. srpna 2021 však porušení protiepidemických opatření nekonstatuje a jednoznačného viníka neurčuje s tím, že epidemiologické šetření bude dále pokračovat.